# Mexicaanse mierlijster
De Mexicaanse mierlijster (Formicarius moniliger) is een zangvogel uit de familie Formicariidae (mierlijsters).

## Verspreiding en leefgebied
Deze soort komt voor in Midden-Amerika en telt drie ondersoorten:
- F. m. moniliger: van zuidelijk Mexico tot centraal Guatemala.
- F. m. pallidus: van zuidoostelijk Yucatán tot noordelijk Guatemala.
- F. m. intermedius: Belize, oostelijk Guatemala en noordwestelijk Honduras.